# Szép Heléna (operett)
A Szép Heléna (franciául: La Belle Hélène) operett (opéra-bouffe) három felvonásban. Zenéjét Jacques Offenbach szerezte. Librettóját Henri Meilhac és Ludovic Halévy írta a görög mitológia és Homérosz Iliásza alapján. Ősbemutatója 1864.  december 17-én volt a párizsi Théâtre des Variétés-ben. Magyarországon Kassán mutatták be 1866. március 7-én.
Offenbach három legnépszerűbb operettje közül az egyik, sikere felülmúlta még az Orfeusz az alvilágbanét is.

## Keletkezése

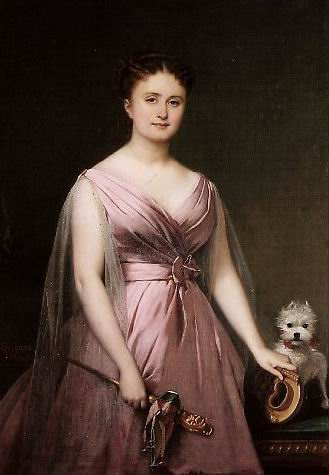
Hortense Schneider 1868-ban

Már a 18. század vásári vaudeville-játékosai is a görög mitológia alakjainak jelmezében gúnyolták saját korukat. Offenbach ezenkívül szerette volna Richard Wagnert gúny tárgyává tenni, akit a párizsiak minden felbukkanásánál kinevettek, különösen a Szép Heléna előtt három évvel korábban Párizsban bemutatott Tannhäuserért. Offenbach együtt dolgozott librettistáival a Trójai díj munkacímen futó darabján. Eredetileg Homérosz és Richard Wagner is szereplő lett volna, de ezt az ötletet végül elvetették. Fő konkurensét, Hervét szerette volna megnyerni Menelaosznak, de nem sikerült. A címszereplő adott volt: Hortense Schneider, Offenbach felfedezettje, társulata tagja, a 19. század egyik legjelentősebb operetténekese.

## Szereplők
- Heléna, Menelaosz felesége (szoprán)
- Parisz, Priamosz fia (tenor)
- Menelaosz spártai király (tenorbuffo)
- Kalkhasz (basszus)
- Oresztész, Agamemnón fia (alt)
- Agamemnón király (bariton)
- Püladész, Oresztész baratja (mezzoszoprán)
- Akhilleusz (tenor)
- I. Ajax  (tenor)
- II. Ajax (tenor)
- Bacchis, Heléna szolgája (mezzoszoprán)
- Leaena, Parthenis és Thetis (szopránok)
- Philocomus, templomi szolga (szöveges szerep)
- Euthycles, kovacs (szöveges szerep)
- nép, szolgák, őrök, rab szolgák (kórus)
- táncosok (balett)

## Cselekménye
|  | Alább a cselekmény részletei következnek! |

- Hely: Spárta és Nauplion
- Idő: a trójai háború kitörése előtt

### I. felvonás. Az orákulum (L’oracle)
- - Szín: Templomtér Spártában

### II. felvonás. Az álom(Le jeu de l’oie)
- - Szín: Heléna budoárja

### III. felvonás. Vénusz gályája(La galère de Vénus)
- - Szín: Tengerpart Nauplionban

|  | Itt a vége a cselekmény részletezésének! |

## Operettslágerek
I. felvonás
- Nyitány
- "Amours divins" – kórus és  Heléna
- Chœur et Oreste "C'est Parthoénis et Léoena" – kórus és Orestes
- Air de Pâris "Au mont Ida"  – Parisz ( Parisz belepője)
- Marche des Rois de la Grèce  –
- Chœur "Gloire au berger victorieux" – kórus és  Heléna

II. felvonás
- Entr'acte
- Chœur "O Reine, en ce jour" – Kör
- Invocation à Vénus –  Heléna
- Marche de l'oie
- Scène du jeu
- Chœur en coulisses "En couronnes tressons les roses"
- Duo Hélène-Pâris "Oui c'est un rêve" – Heléna és  Parisz
- "Un mari sage" (Hélène), valse et final: " A moi! Rois de la Grèce, à moi! " – Heléna;  Menelaosz

III. felvnás
- Entr'acte
- Chœur et ronde d'Oreste "Vénus au fond de nos âmes" – kórus és Orestes
- Couplets d'Hélène "Là vrai, je ne suis pas coupable" –  Heléna
- Trio patriotique (Agamemnon, Calchas, Ménélas) – Agamemnón, Kalkhasz,  Menelaosz
- Chœur "La galère de Cythère", tyrolienne de Pâris "Soyez gais" – kórus és  Parisz
- Finale

## Bemutatók
| ország             | Színház, Cím, (Bemutatónyelv)                                       | Dátum             |
| ------------------ | ------------------------------------------------------------------- | ----------------- |
| Osztrák Császárság | Theater an der Wien, Bécs: Die schöne Helena                        | 1865. március 17. |
| Porosz Királyság   | Friedrich-Wilhelmstädtisches Theater, Berlin: Die schöne Helena     | 1865. május 13.   |
| Nagy-Britannia     | Adelphi Theatre, London: Helen, or Taken from the Greek             | 1866. június 30.  |
| Magyarország       | Kassa: Szép Heléna                                                  | 1866. március 7.  |
|                    | Budai Színkör (németül)                                             | 1866. május 6.    |
|                    | Várszínház: Szép Heléna                                             | 1870. április 30. |
| Oroszország        | Mihajlovszkij színház, Szentpétervár                                | 1866. április 9.  |
| USA                | Stadttheater, New York (németül): Die schöne Helena                 | 1867. december 3. |
|                    | National Theatre, Cincinnati (franciául)                            | 1868. április 6.  |
|                    | Théâtre Français (franciául)                                        | 1868. március 26. |
|                    | New York Theater (angolul): Paris and Helen, or the Greek Elopement | 1868. április 13. |
| Ausztrália         | Royal Victoria Theatre, Sydney                                      | 1876. május 31.   |

## Megfilmesítések
- Jacques Offenbach – La Belle Helene 1974, rendező: Axel von Ambesser (németül)

## Fordítás
- Ez a szócikk részben vagy egészben  a   Die schöne Helena című német Wikipédia-szócikk fordításán alapul.  Az eredeti cikk szerkesztőit annak laptörténete sorolja fel. Ez a jelzés csupán a megfogalmazás eredetét és a szerzői jogokat jelzi, nem szolgál a cikkben szereplő információk forrásmegjelöléseként.
- Ez a szócikk részben vagy egészben  a   Sköna Helena című svéd Wikipédia-szócikk fordításán alapul.  Az eredeti cikk szerkesztőit annak laptörténete sorolja fel. Ez a jelzés csupán a megfogalmazás eredetét és a szerzői jogokat jelzi, nem szolgál a cikkben szereplő információk forrásmegjelöléseként.